# Blaqk Audio
I Blaqk Audio sono un duo musicale di musica elettronica statunitense.

## Storia del gruppo
Il duo, composto da Davey Havok e Jade Puget, si è formato nel 2001 a Oakland (California). Entrambi i musicisti fanno anche parte degli AFI.
L'attività della band però è partita ufficialmente nel 2006 e nell'agosto 2007 è uscito l'album d'esordio CexCells (Interscope Records).
Nel 2011 appaiono nella colonna sonora del film Abduction - Riprenditi la tua vita e di quella del videogioco Batman: Arkham City.
Nel settembre 2012, dopo aver firmato un contratto con la Superball Music, pubblicano il loro secondo album Bright Black Heaven. Successivamente, vengono pubblicati altri due album: Material nel 2016 e Only Things We Love nel 2019

## Formazione
- Davey Havok - voce
- Jade Puget - tastiere, synth, cori

## Discografia
Album in studio
- 2007 - CexCells
- 2012 - Bright Black Heaven
- 2016 - Material
- 2019 - Only Things We Love

Singoli
- 2007 -Stiff Kittens
- 2012 - Faith Healer